# Jim Reeves
James Travis Reeves, detto Jim (20 agosto 1923 – 31 luglio 1964), è stato un cantante statunitense.

## Biografia
Reeves nacque in una piccola comunità del Texas.
Noto con il soprannome "Gentleman Jim", fu tra i principali esponenti del Nashville sound, un genere di musica country degli anni '50 influenzato dalla musica popolare.
Tra i suoi più grandi successi si citano Mexican Joe, Bimbo, According to My Heart, Four Walls, Am I Losing You, Billy Bayu, He'll Have to Go, Welcome to My World, Love Is No Excuse, I Guess I'm Crazy, This Is It, Blue Side of Lonesome e Distant Drums. Divenne apprezzato anche in Regno Unito, Irlanda, Norvegia, India e Sudafrica.
Morì a soli 40 anni a causa di un incidente aereo mentre volava in Tennessee. Tuttavia anche la sua produzione postuma ebbe notevole successo.

## Discografia parziale
- 1956 - Jim Reeves Sings
- 1956 - Singing Down the Lane
- 1957 - Jim Reeves
- 1958 - Girls I Have Known
- 1958 - God Be with You
- 1959 - Songs to Warm the Heart
- 1960 - According to My Heart
- 1960 - The Intimate
- 1960 - He'll Have to Go
- 1962 - Country Side
- 1962 - A Touch of Velvet
- 1962 - We Thank Thee
- 1962 - Gentleman Jim
- 1963 - International
- 1963 - Twelve Songs of Christmas
- 1964 - Kimberley Jim
- 1964 - Moonlight and Roses
- 1964 - The Best
- 1964 - Have I Told You Lately
- 1965 - The Jim Reeves Way
- 1965 - Up Through the Years
- 1965 - The Best 2
- 1966 - Distant Drums
- 1966 - Yours Sincerely
- 1967 - Blue Side of Lonesome
- 1968 - A Touch of Sadness
- 1968 - Jim Reeves on Stage
- 1969 - Jim Reeves and Some Friends
- 1969 - The Best 3
- 1971 - Something Special
- 1972 - Missing You
- 1973 - I'd Fight the World
- 1979 - Don't Let Me Cross Over
- 1981 - Greatest Hits (con Patsy Cline)